# Jan Hoffmann (Koch)
Jan Hoffmann (* 21. September 1983 in Neuwied) ist ein deutscher Koch.

## Werdegang
Hoffmann ging nach der Ausbildung zum Seehotel Überfahrt, zur MS Europa und zum Restaurant Lorenz Adlon im Hotel Adlon (ein Michelinstern). Dann wechselte er zum Restaurant Amador bei Juan Amador in Langen bei Frankfurt am Main (drei Michelinsterne) und zum Restaurant Villa Merton bei Matthias Schmidt (ein Michelinstern).
2012 wurde er Küchenchef im Restaurant Riz in Frankfurt und wechselte dann 2014 ins Restaurant Seven Swans, das 2015 und 2016 mit einem Michelinstern ausgezeichnet wurde. 2017 stellte er die Küche des Seven Swans auf eine vegetarische Speisenkarte um. Auch 2018 wurde das Restaurant mit einem Michelinstern gekürt – als eine von nur fünf vegetarisch Küchen in ganz Europa. Im Februar 2018 verließ er das Seven Swans.
Hoffmann machte sich selbständig und arbeitete in verschiedenen Koch- und Catering-Projekten. 2020 eröffnete er die Villa Philippe in Kronberg. Von April bis Ende 2022 kocht er im Pop-Up-Restaurant Jan Hoffmanns Pop Up in München im Seehaus im Englischen Garten.
2023 wechselte Hoffmann nach Baden-Baden zum Restaurant Schloss Neuweier.

## Auszeichnungen
- 2016–2018: Ein Michelinstern für das Restaurant Seven Swans in Frankfurt am Main